# 為我下場雨
《為我下場雨》（英語：Rain Over Me）是一首由美國說唱歌手皮普保罗所創作的歌曲，收錄於他的第六張錄音室專輯《舞池星球》中。

## MV
其MV於2011年7月22日在皮普保罗的官方Vevo頻道。該MV由大衛·盧梭（David Rousseau）執導。皮普保罗、马克·安东尼與女演員娜塔莉·瑪汀納絲共同出現在片中；片中除了沙漠的場景外，還具有部分雨水流動的特效。
該MV已經在YouTube上累計超過8.9億次的觀看次數，成為皮普保罗MV中第二高的觀看次數（第一名為10億的《擋不住》）。

## 外部連結
- YouTube上的"Rain Over Me" music video
- YouTube上的"Rain Over Me" audio